# Square Rapp
Square Rapp är en gata i Quartier du Gros-Caillou i Paris sjunde arrondissement. Gatan är uppkallad efter den franske generalen Jean Rapp (1771–1821). Square Rapp börjar vid Avenue Rapp 33.

## Omgivningar
- Saint-Pierre-du-Gros-Caillou
- Passage de la Vierge
- Square Sédillot
- Avenue Bosquet
- Rue Pierre-Villey
- Passage Landrieu
- Rue Dupont-des-Loges
- Rue Edmond-Valentin

## Bilder
| - Jean Rapp. - Square Rapp med fontän. - Gatuskylt. - Byggnaden vid Square Rapp, ritad av Jules Lavirotte. - Saint-Pierre-du-Gros-Caillou. |

## Kommunikationer
- Tunnelbana – linje  – Alma – Marceau
- Tunnelbana – linje  – École Militaire
- Busshållplats Bosquet – Saint-Dominique – Paris bussnät

### Webbkällor
- ”Square Rapp”. Mairie de Paris. https://web.archive.org/web/20150910071614/http://www.v2asp.paris.fr/commun/v2asp/v2/nomenclature_voies/Voieactu/8053.nom.htm. Läst 6 november 2023.
- ”Square Rapp (7ème arrondissement)”. Les rues de Paris. https://web.archive.org/web/20160409063006/http://www.parisrues.com/rues07/paris-07-square-rapp.html. Läst 6 november 2023.